# Папян, Ара Артушевич
Ара Артушевич Папян (арм. Արա Արտուշի Պապյան; род. 6 июня 1961 года, Ереван) — армянский юрист, дипломат, политолог и историк, бывший посол Армении в Канаде (2000—2006), член Национального Демократического Полюса, возглавляет исследовательнский центр Modus Vivendi. Гражданин США.

## Биография

### Ранние годы
Родился 6 июня 1961 года в Ереване, Армянская ССР. Служил военным переводчиком в ограниченном контингенте советских войск в Афганистане. В 1988—1989 годах руководил Союзом ветеранов-армян Афганской войны.

### Образования
- 1984 год − с отличием окончил факультет востоковедения ЕГУ по специальности «иранистика»[1].
- 1989 год − окончил аспирантуру кафедры Истории армянского народа ЕГУ
- 1994 год − с отличием окончил Дипломатическую академию МИД России.
- 1998 год − окончил Оборонный колледж НАТО (en) в Риме[1].
- 1999 год − окончил курс «Общественной дипломатии» в Оксфорде.

### Дипломатическая служба

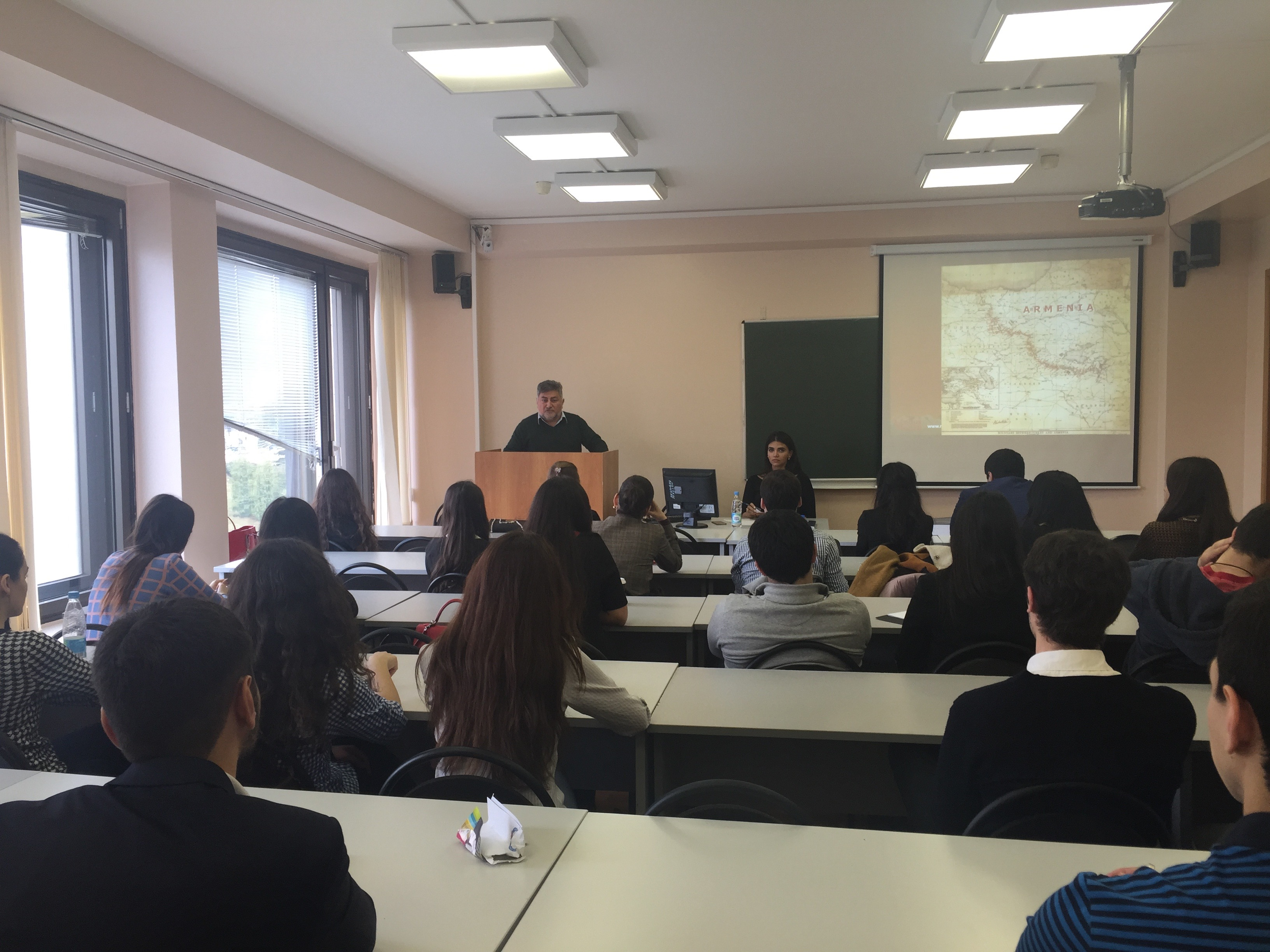
Ара Папян в МГИМО, 16 апреля 2015 год

- 1999—2000 − пресс-секретарь МИД Армении, начальник департамента по связям с общественностью[2].
- 1997—1999 − начальник отдела МИД Армении по сотрудничеству в области безопасности
- 1995—1997 − первый секретарь посольства Армении в Румынии, временный поверенный в делах Республики Армения.
- 1994—1995 − начальник отдела Ирана МИД Армении.
- 1992—1993 − второй секретарь посольства Армении в Иране.
- 1992 — второй секретарь отдела МИД Армении США и Канады, затем Ирана.
- 1989—1991 − преподаватель в учебном комплексе Мелконян на Кипре.
- 1981—1982 и 1984−1986 − военный переводчик в Афганистане.
- 2000—2006 − Чрезвычайный и полномочный посол Республики Армения в Канаде[1].
- 2020-- до с.в. член Национального Демократического Полюса.

### Дальнейшая жизнь
После окончания дипломатической службы начинает изучение юридических аспектов армянского вопроса, в том числе статус Нагорного Карабаха, Вильсоновскую Армению и др. Выступал с большим количеством лекций в ряде стран.
Занимается вопросами прав национальных меньшинств и в своих интервью не раз подчёркивал, что Армения должна поддерживать народы Азербайджана, лишённые своей государственности (талышей, лезгин и др.) в вопросе создания таковой.
Основал и руководит центр «Modus Vivendi».

## Личная жизнь

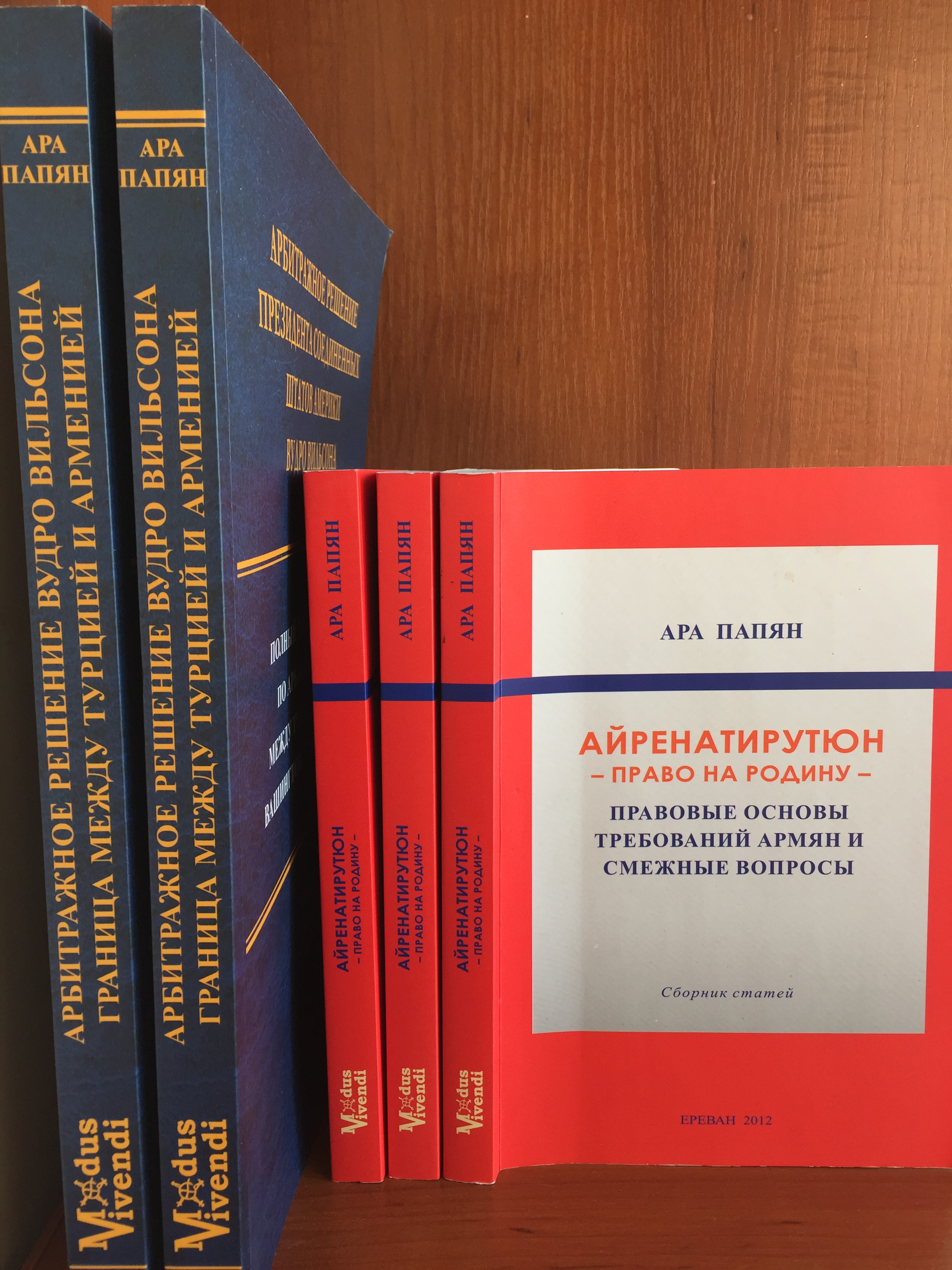
Книги «Айренатирутюн − право на родину − правовые основы требований армян и смежные вопросы» и «Арбитражное решение президента Соединённых Штатов Америки Вудро Вильсона», изданные центром Modus Vivendi

Женат, имеет двоих сыновей — Нарек и Тарон.
Владеет армянским, английским, персидским и русским языками.

## Награды
Награждён 7 боевыми медалями и орденами.
- 2006 год − награждён медалью МИД Канады «Corps Diplomatique»[2].
- 2006 год − награждён орденом Овнана Мандакуни Армянской епархии Канады[2].
- 2005 год − Американским биографическим институтом (ABI) признан «Человеком года»[2].